# 舊肖尼敦 (伊利諾伊州)
舊肖尼敦（英語：Old Shawneetown）是位於美國伊利諾伊州加拉廷縣的一個村落。

## 地理
舊肖尼敦的座標為37°41′54″N 88°08′13″W / 37.69833°N 88.13694°W，而該地最高點為海拔高度107米（即351英尺）。

## 人口
根據2010年美國人口普查的數據，舊肖尼敦的面積為1.38平方千米，當中陸地面積為1.38平方千米，而水域面積為0.00平方千米。當地共有人口193人，而人口密度為每平方千米139人。